# Animowana propaganda radziecka
Animowana propaganda radziecka (ang. Animated Soviet Propaganda) – kolekcja radzieckich, animowanych filmów propagandowych. Przedstawia osiągnięcia radzieckich artystów, które pochodzą z czasów XX-wiecznego totalitaryzmu oraz zimnej wojny. W Polsce seria została wydana na płytach DVD w 2007 roku. Animowana propaganda sowiecka obejmuje sześćdziesiąt lat historii radzieckiej (1924–1984).  Kolekcja podzielona jest tematycznie na czterech płytach. Przedstawia różne tematy sowieckiej machiny propagandowej.

## Lista filmów

### Część 1: Amerykańscy Imperialiści
Część 1: Amerykańscy Imperialiści zawiera siedem filmów, z których prawie wszystkie są zaczerpnięte z czasów zimnej wojny. Przedstawia powtarzający się obraz głodnego pieniędzy przemysłowca samoniszczącego się z powodu swojej chciwości.
Filmy:
- Czarny i biały, 1933, reżyseria Iwan Iwanow-Wano i Leonid Amalrik. Mezrabpomfilm. 2:27 min.
- Mister Twister, 1963, reżyseria Anatolij Karanowicz. Sojuzmultfilm. 15:33 min.
- Cudzy głos, 1949, reżyseria Iwan Iwanow-Wano. Sojuzmultfilm. 9:23 min.
- Ave Maria, 1972, reżyseria Iwan Iwanow-Wano. Sojuzmultfilm. 9:34 min.
- Milioner, 1963, reżyseria Witold Bordziłowski, Jurij Prytkow. Sojuzmultfilm. 9:57 min.
- Strzelnica, 1979, reżyseria Władimir Tarasow. Sojuzmultfilm. 19:14 min.
- Pan Wilk, 1949, reżyseria Wiktor Gromow. Sojuzmultfilm. 10:04 min.

Komentatorzy filmów: Igor Kokariew – profesor socjologii filmu, Władimir Tarasow – reżyser filmu Strzelnica, dr Zofia Marszak – praprawnuczka Samuela Marszaka

### Część 2: Faszystowscy barbarzyńcy
Część 2: Faszystowscy barbarzyńcy jest reakcją na nazistowską inwazję z 1941 roku na ZSRR. Podczas gdy Amerykanie byli bezlitośnie wyśmiewani, przynajmniej pozostali ludźmi. Po zerwaniu paktu o nieagresji i wypowiedzenia wojny hitlerowcy stali się zwierzętami w filmach propagandowych. Zostali przedstawieni m.in. jako warczące guźce i zdeprawowane sępy.
Filmy:
- Kino-Cyrk, 1942, reżyseria Leonid Amalrik i Olga Chodatajewa. Sojuzmultfilm. 3:34 min.
- Buciory faszystów depczą naszą ojczyznę, 1941, reżyseria Aleksandr Iwanow i Iwan Iwanow-Wano. Sojuzmultfilm. 2:41 min.
- Sępy, 1941, reżyseria Pantielejmon Sazonow. Sojuzmultifilm. 2:11 min.
- Kronika Filmowa 1-4, 1941 "Czego chce Hitler", "Pokonać faszystowskich piratów", "Walczyć z wrogiem na froncie i w domu" i "Silny uścisk dłoni", 1941. Reżyseria B. i Z. Brumberg, Aleksandr Iwanow, Olga Chodatajewa oraz Iwan Iwanow-Wano. Sojuzmultfilm. 8:11 min.
- Dla Ciebie, Moskwo, 1947, reżyseria Grigorij Łomidze. Sojuzmultfilm. 17:33 min.
- Przygody młodych pionierów, 1971, reżyseria Władimir Popow i Władimir Piekar. Sojuzmultfilm. 17:34 min.
- Skrzypce pioniera, 1971, reżyseria Boris Stiepancew. Sojuzmultfilm. 7:45 min.
- Wasilijok, 1973, reżyseria Stiella Aristakiesowa. Sojuzmultfilm. 9:40 min.
- Zlekceważona lekcja, 1971, reżyseria Walentin Karawajew. Sojuzmultfilm. 5:13 min.
- Uwaga! Wilki!, 1970, reżyseria Jefim Gamburg. Sojuzmultfilm. 16:53 min.
- Opowieść zabawki, 1984, reżyseria Boris Abłynin. Sojuzmultfilm. 9:12 min.
- Możemy to zrobić, 1970, reżyseria Lew Atamanow. Sojuzmultfilm 9:24 min.
- Żołnierz i ogród, 1980, reżyseria Stanisław Sokołow. Koprodukcja Sojuzmultfilm i DEFA Studio (NRD). Fragment.
- Malujemy październik, 1977, reżyseria Jefim Gamburg i Otto Zaher. Koprodukcja Sojuzmultifilm i Dresden Trickfilm Studio (NRD). Fragment.

Komentatorzy filmów: Igor Kokariew – profesor socjologii filmu, Władimir Papierny – pisarz i historyk kultury, Oleg Widow – aktor i producent filmowy

### Część 3: Kapitalistyczne rekiny
Część 3: Kapitalistyczne rekiny zawiera sześć filmów, które obejmują tematykę burżuazji na całym świecie – a czasem nawet poza nim (w Rewolucji międzyplanetarnej kapitaliści uciekają na Marsa odkryć rewolucję, która rozprzestrzeniła się po całej galaktyce).
Filmy:
- Rewolucja międzyplanetarna, 1924, reżyseria Nikołaj Chodatajew, Zienon Komissarienko, Jurij Mierkułow. GTK (Goskino Technikum) Mieżrabpom-Rus Studio. Film niemy. 7:47 min.
- Będzimy długo szukać, 1927, reżyseria – członkowie grupy Nikołaja Chodatajewa. Film niemy. 2:42 min.
- Udziałowiec, 1963, reżyseria Roman Dawydow. Sojuzmultfilm. 23:31 min.
- Wspaniały stateczek, 1966, reżyseria Witold Bordziłowski. Sojuzmultfilm 17:59 min.
- Prorocy i lekcje, 1967, reżyseria Wiaczesław Kotionoczkin. Sojuzmultifilm 9:32 min.
- Chiny w ogniu, 1925, reżyseria Nikołaj Chodatajew, Jurij Mierkułow, Zienon Komissarienko. GTK (Goskino Technikum) Kino Moskwa. Film niemy. 37:14 min.

Komentatorzy filmów: Igor Kokariew – profesor socjologii filmu, Fiodor Chitruk – reżyser-animator

### Część 4: Naprzód ku świetlanej przyszłości
Część 4: Naprzód ku świetlanej przyszłości zawiera jedenaście filmów.
Filmy:
- Naprzód marsz, już czas!, 1977, reżyseria Władimir Tarasow. Sojuzmultfilm 17:47 min.
- Radzieckie zabawki, 1924, reżyseria Dziga Wiertow. Goskino ZSRR. Film niemy. 10:44 min.
- Chłopiec z Syberii, 1928, reżyseria Walentina Brumberg i Zinaida Brumberg oraz Nikołaj Chodatajew i Olga Chodatajewa. Trzecia Fabryka Sowkino. Film niemy. 7:02 min.
- Pozytywka, 1933, reżyseria Nikołaj Chodatajew. Sojuzfilm. 20:18 min.
- Prawda w kinie Lenina, 1924, reżyseria przypisywana Dzidze Wiertowi. Film niemy. 0:53 min.
- Wyniki "XII Zjazdu Współpracy Partii, około 1925, reżyser nieznany. Film niemy. 3:51 min.
- Zwycięskie przeznaczenie, 1939, reżyseria Leonid Amalrik, Dmitrij Babiczenko, Władimir Połkownikow. Sojuzmultifilm. 6:15 min.
- Kroniki wojenne, 1939, reżyseria Dmitrij Babiczenko, Sojuzmultfilm 8:59 min.
- Gorący kamień, 1965, reżyseria Piercz Sarkisian. Sojuzmultifilm 16:37 min.
- Pieśni lat pożogi, 1971, reżyseria Inessa Kowalewska. Sojuzmultfilm 16:51 min.
- Oraz elektryfikacja, 1972, reżyseria Iwan Aksienczuk. Sojuzmultfilm 8:58 min.

Komentatorzy filmów: Igor Kokariew – profesor socjologii filmu, Fiodor Chitruk – reżyser-animator, Władimir Tarasow – reżyser filmu Naprzód marsz, już czas!, Boris Jefimow – satyryk, artysta i pisarz
Źródło: